# Batman Forever (album)
Cet article concerne l'album. Pour la bande originale d'Elliot Goldenthal, voir Batman Forever (bande originale).
Bandes originales de Batman
Batman : Le Défi
(1992) Batman Forever (bande originale)
(1995)
Batman Forever: Original Music From The Motion Picture est la bande originale du film Batman Forever, tous deux sortis en 1995. Cet album comporte des titres composés par divers artistes et groupes et entendus durant le film.

## Liste des titres
| 1.    | Hold Me, Thrill Me, Kiss Me, Kill Me                              | U2                               | 4:46 |
| 2.    | One Time Too Many                                                 | PJ Harvey                        | 2:52 |
| 3.    | Where Are You Now?                                                | Brandy                           | 3:57 |
| 4.    | Kiss from a Rose                                                  | Seal                             | 3:38 |
| 5.    | The Hunter Gets Captured By The Game (reprise de Smokey Robinson) | Massive Attack avec Tracey Thorn | 4:06 |
| 6.    | Nobody Lives Without Love                                         | Eddi Reader                      | 5:05 |
| 7.    | Tell Me Now                                                       | Mazzy Star                       | 4:17 |
| 8.    | Smash It Up (reprise de The Damned)                               | The Offspring                    | 3:26 |
| 9.    | There Is A Light                                                  | Nick Cave                        | 4:23 |
| 10.   | The Riddler                                                       | Method Man                       | 3:30 |
| 11.   | The Passenger (reprise d'Iggy Pop)                                | Michael Hutchence                | 4:37 |
| 12.   | Crossing The River                                                | The Devlins                      | 4:45 |
| 13.   | 8                                                                 | Sunny Day Real Estate            | 5:27 |
| 14.   | Bad Days                                                          | The Flaming Lips                 | 4:39 |
| 44:21 |                                                                   |                                  |      |

## Classements
| Classement (1995) | Meilleure position |
| ----------------- | ------------------ |
| Billboard 200     | 5                  |